# Hornsgatan 20

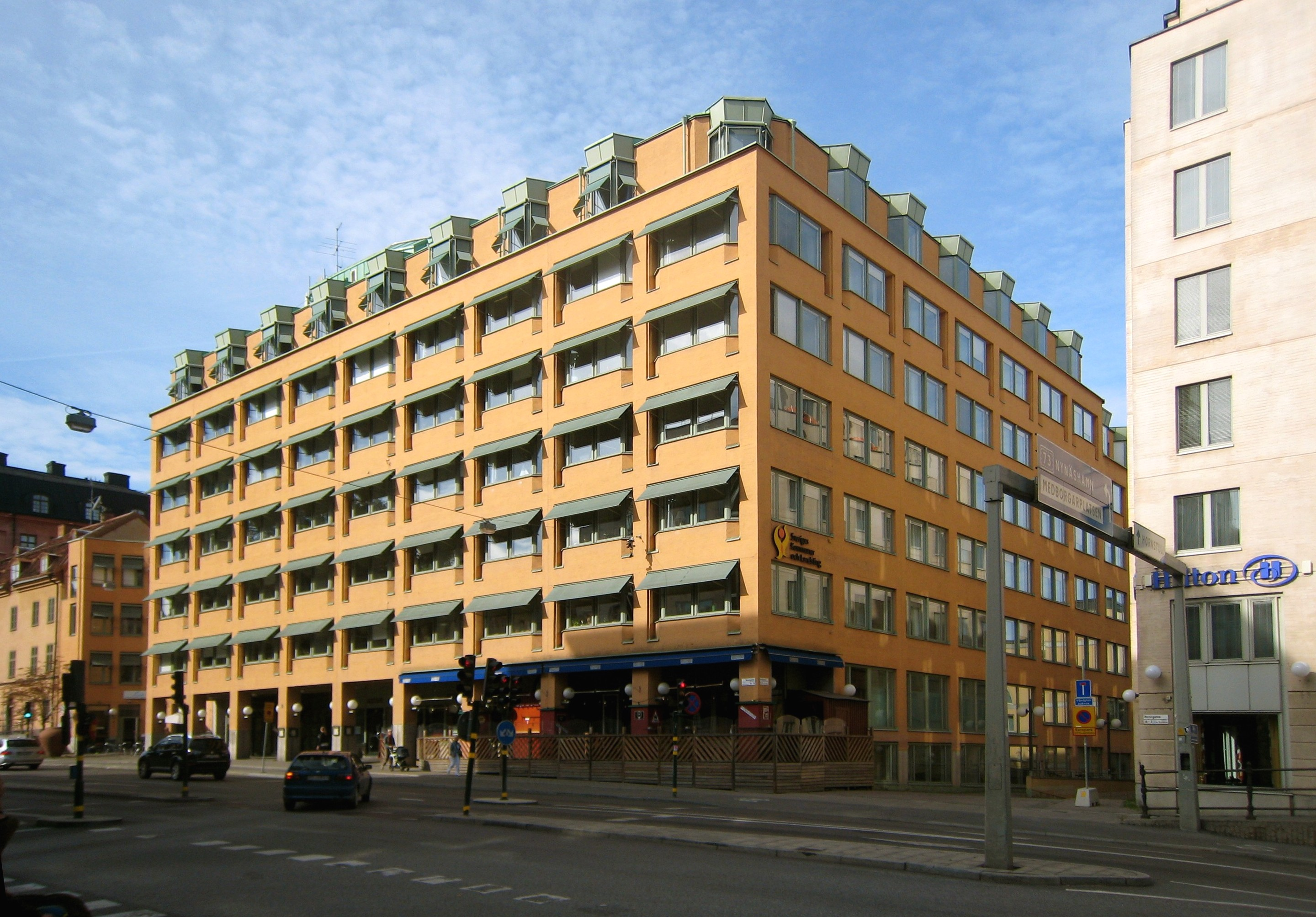
Vy från Hornsgatan.

Hornsgatan 20 är adressen för Sveriges Kommuner och Regioners byggnad vid Hornsgatan 18-20 på Södermalm i Stockholm. Huset uppfördes åren 1984 till 1989 i Överkikaren 30 efter ritningar av K-konsult arkitekter. Huset utgör en del av överbyggnaden av dåvarande Södergatan (nuvarande Söderledstunneln).
Stadsplanen för västra delen av kvarteret Överkikaren fastställdes i juni 1984. Den nya bebyggelsen skulle läka såret som dåvarande Södergatan utgjorde sedan 1930-talet i området vid Hornsgatans östra del. En överbyggnad av Södergatan med pågående trafik samt en besvärlig grundläggning var särskilda utmaningar. Under byggnaden förbereddes tunneln för tredje spåret som dock aldrig fullbordades. Stockholms stadsbyggnadskontor krävde att den kommande bebyggelsen måste ges mycket höga estetiska, stadsbildsmässiga och tekniska kvaliteter.
Byggnaden för Sveriges Kommuner och Regioner ritades av arkitekt Mats Edholm hos K-konsult arkitekter. Mot Hornsgatan har huset sju våningar med indragen takvåning. Fasaderna är putsade  och avfärgade i beige kulör. Interiört märks den avlånga och överglasade ljusgården som enligt arkitekturskribenten Olof Hultin hör till de allra vackraste i Stockholm.

## Bilder

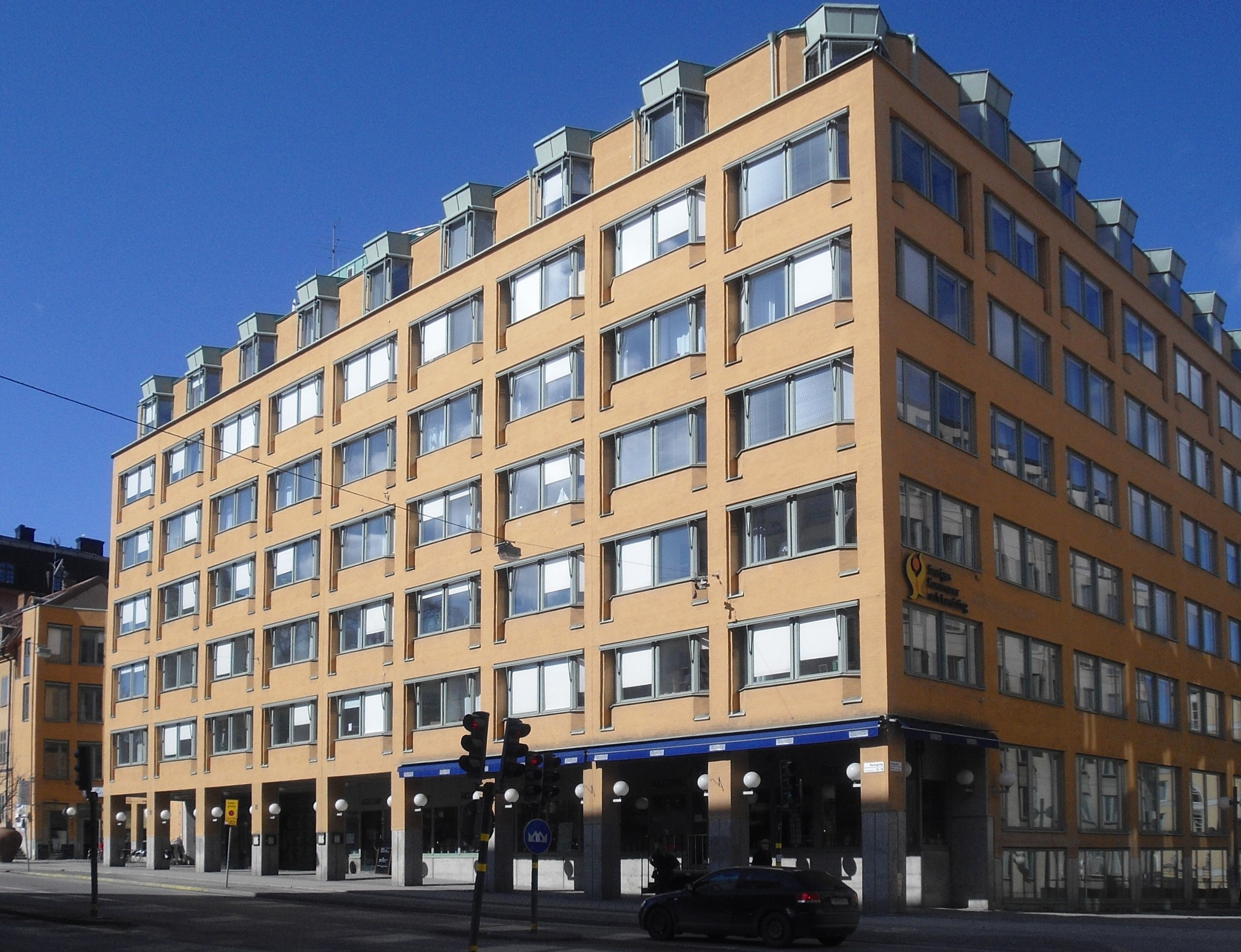
Fasad mot Hornsgatan
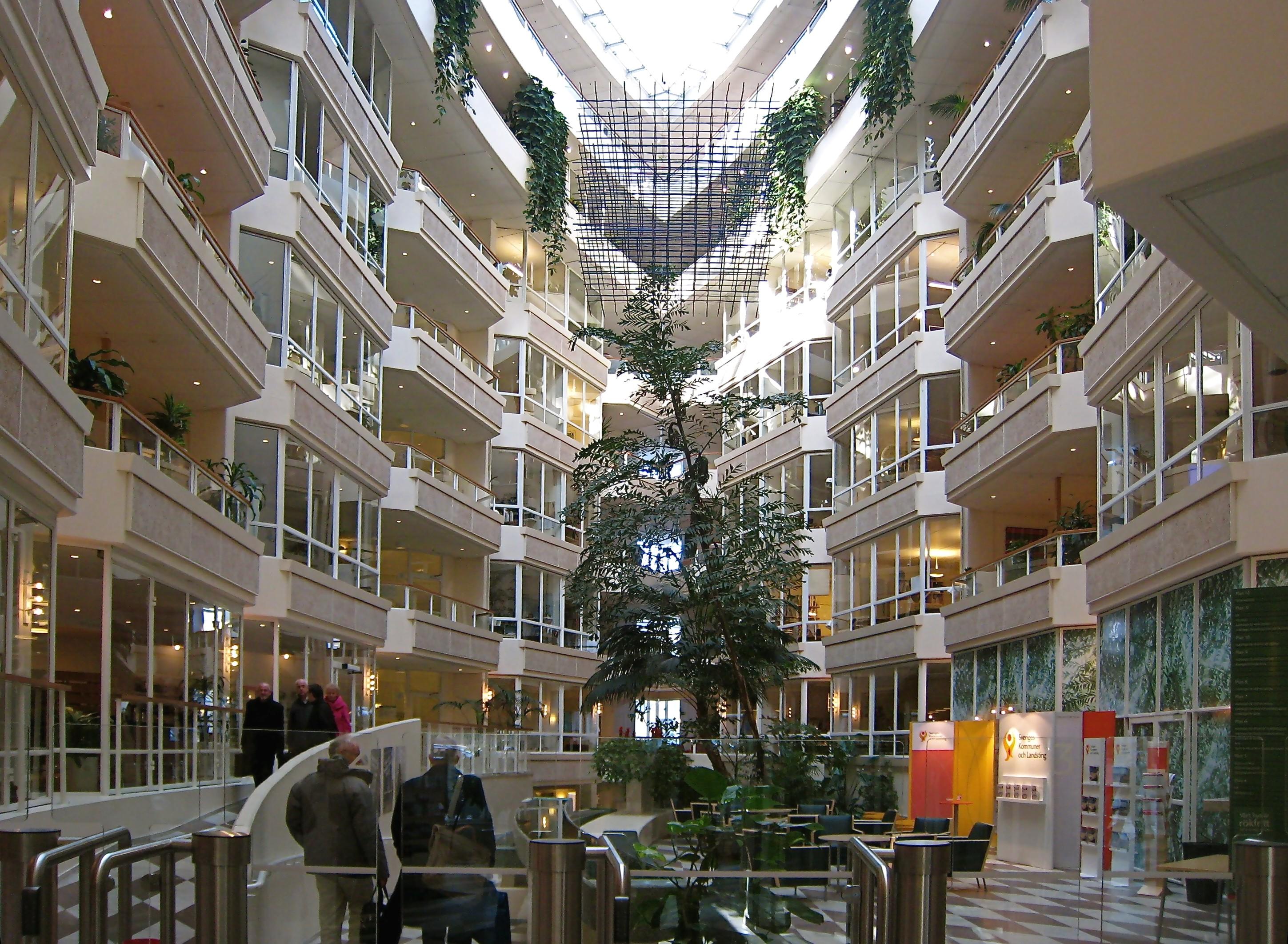
Ljusgården
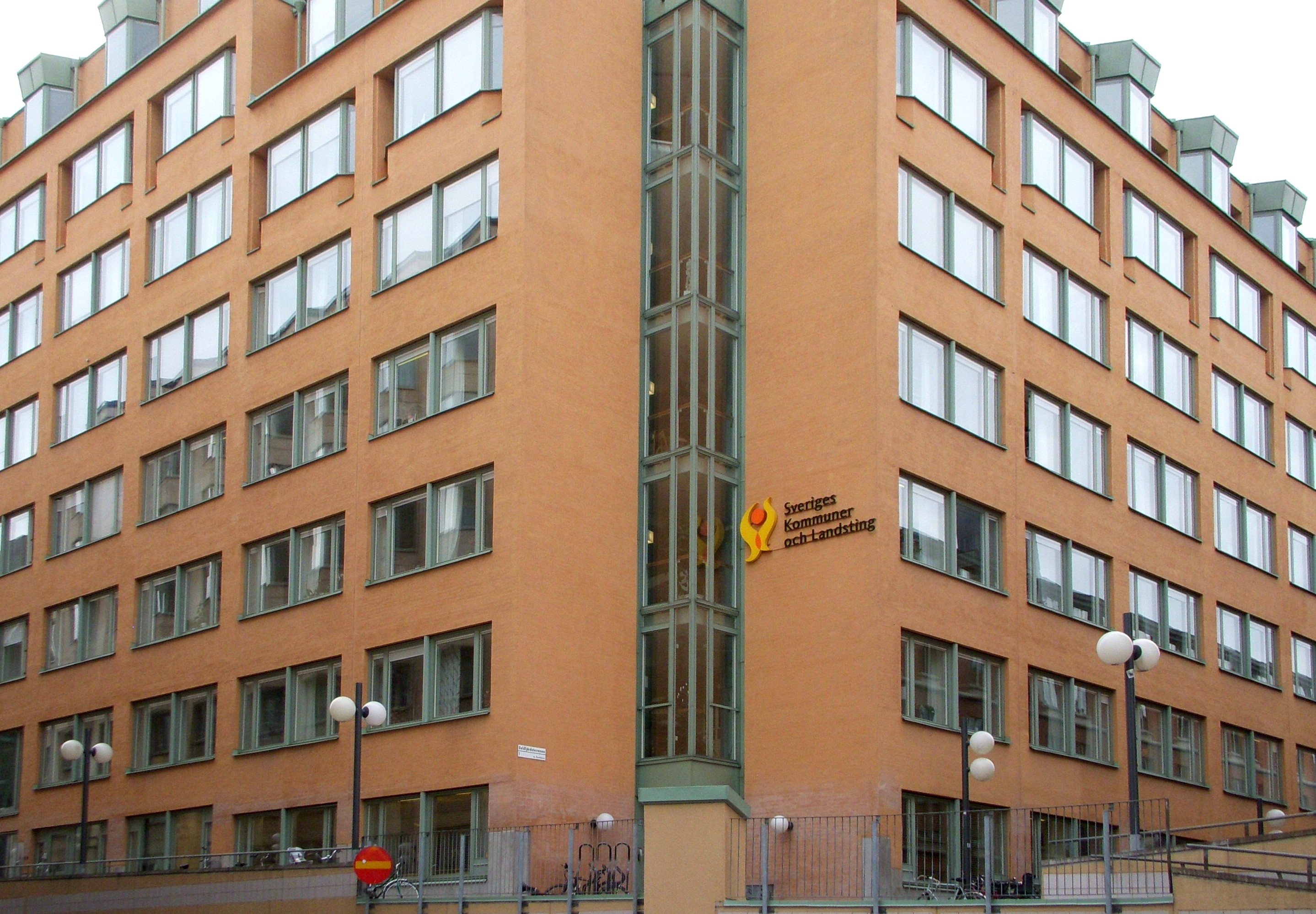
Fasad mot Gullfjärdsterrassen
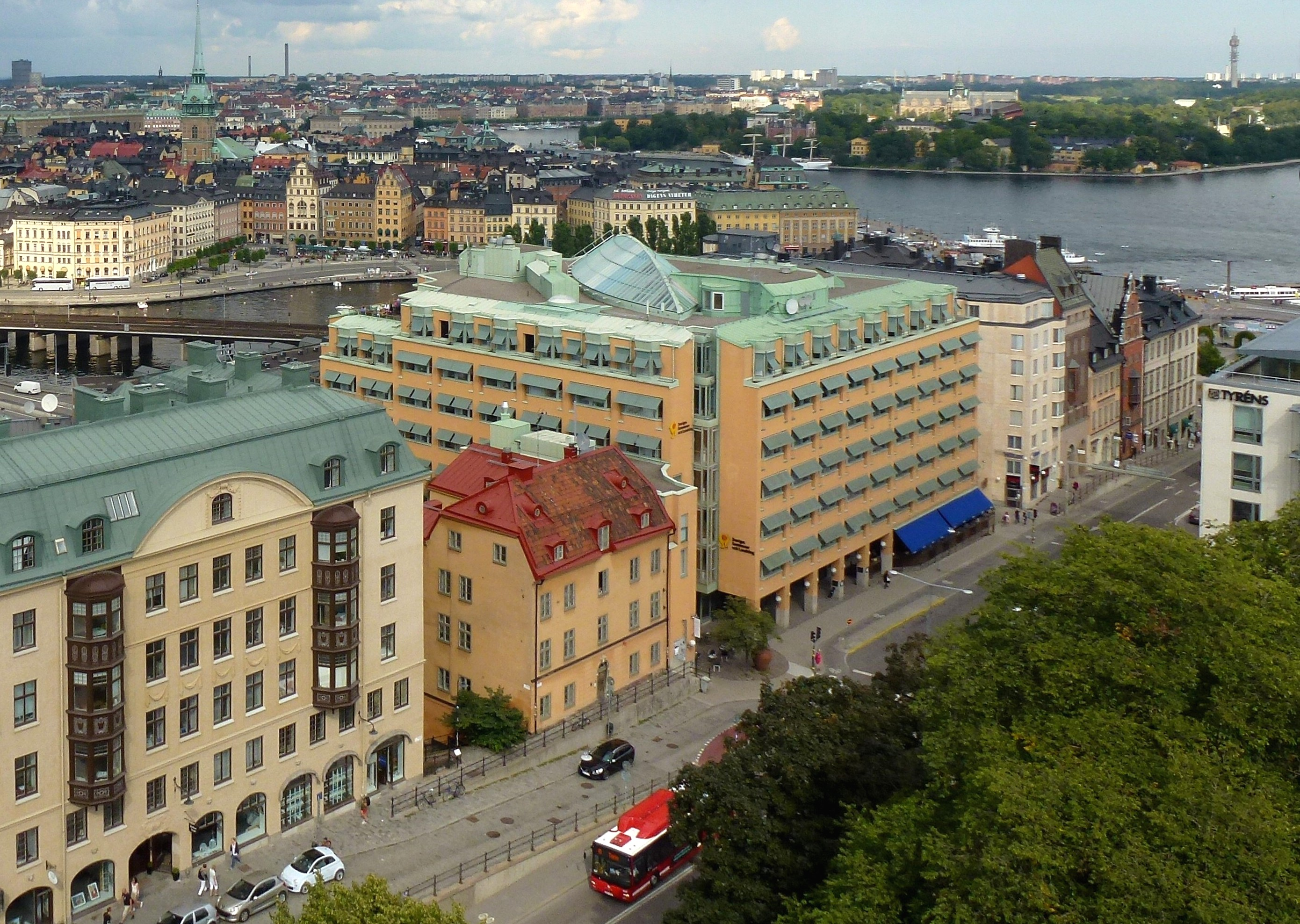
Vy från Maria Magdalena kyrka